# Eugen Seitz
Eugen Seitz, född den 19 november 1817 i Vilbel vid Frankfurt am Main, död den 11 april 1899 i Wiesbaden, var en tysk patolog och oftalmolog.
Efter studier, huvudsakligen bedrivna i Göttingen, promoverades han 1842 i Giessen och var därefter privatdocent i Tübingen tills han 1865 kallades tillbaka till Giessen, där han blev ordinarie professor i klinisk medicin. År 1879 drog han sig tillbaka av hälsoskäl. 
Seitz är främst känd för sin bearbetning av Felix Niemeyers lärobok, Lehrbuch der speciellen Pathologie und Therapie. Bland hans talrika egna arbeten märks främst hans bidrag till symptomatologin, bland annat beträffande förkylningar.